# Klášter Dunfermline
Klášter Dunfermline je v skotském městě Dunfermline ve Fife.
Rozsáhlé benediktinské opatství bylo založeno roku 1128 skotským králem Davidem I. na základech starší budovy z dob krále Malcolma III. Stalo se centrem mariánského kultu a druhým pohřebištěm skotských králů. Předchůdci Malcolma III. byli pohřbíváni na ostrově Iona.
Seznam pohřbených
- Malcolm III. († 1093) s manželkou Markétou († 1093)
- Duncan II. († 1094) s manželkou Ethelredou
- Edgar († 1107)
- Alexandr I. († 1124) s manželkou Sibylou († 1122)
- David I. († 1153) s manželkou Matyldou († 1130)
- Malcolm IV. († 1165)
- Alexandr III. († 1286) s první chotí manželka Markétou († 1275) a syny Davidem († 1281) a Alexandrem († 1284)
- Robert I. († 1329) s manželkou Alžbětou († 1327)
- Matylda, dcera krále Roberta I. († 1353)
- Anabella Drummondová († 1401), manželka krále Roberta III.
- Robert Stewart, hrabě z Albany († 1420)
- William Schaw († 1602)
- Jakub Bruce (biskup)